# Políptico del Duomo de Camerino

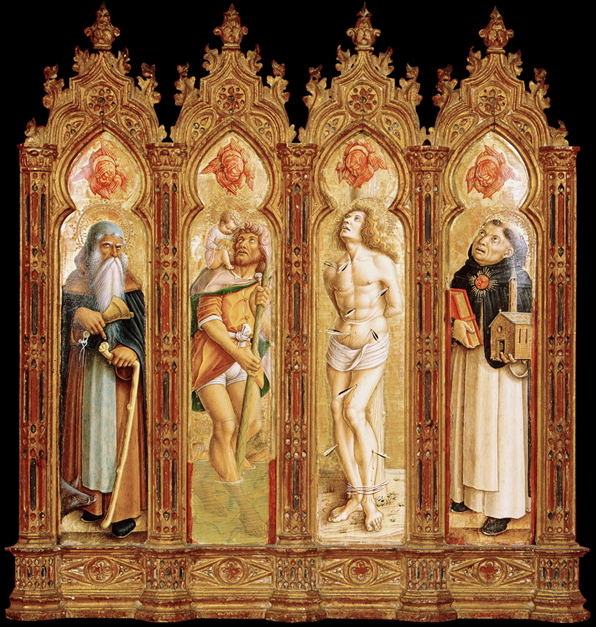
Los cuatro santos de Denver, de izquierda a derecha: San Antonio abad, San Cristóbal, San Sebastián y Santo Tomás de Aquino.

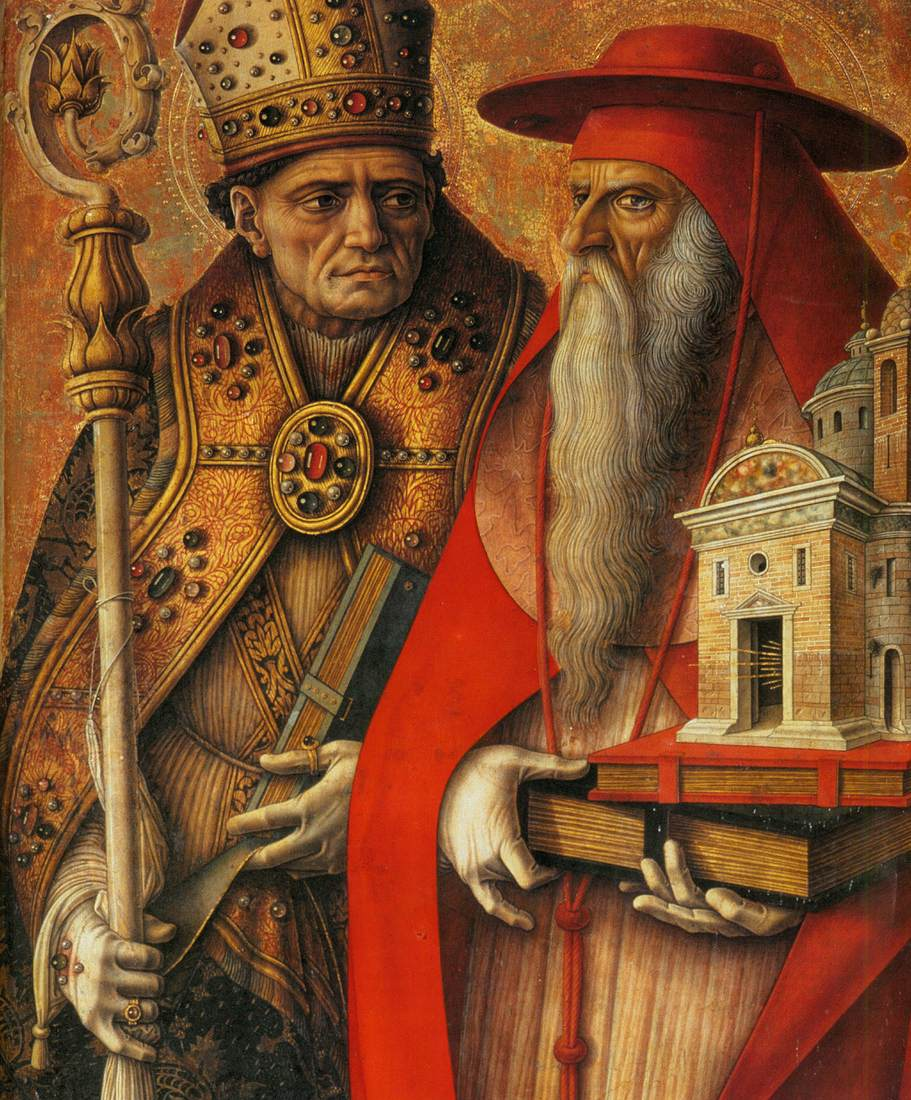
Detalle de los Santos Ansovino y Jerónimo.

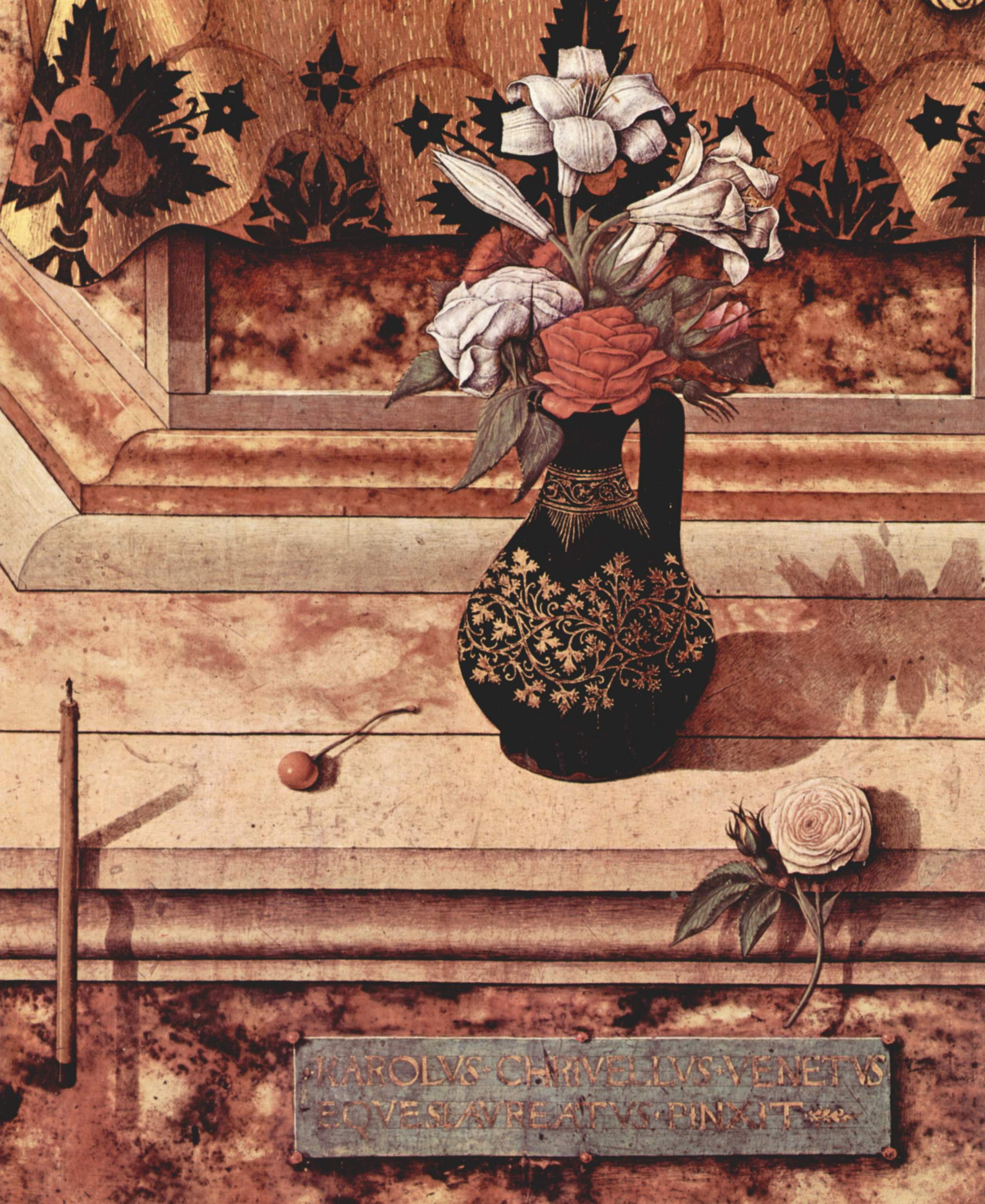
Detalle de la Madonna de la Candeletta.

El Políptico del Duomo de Camerino es una gran pintura al temple y dorado sobre tabla (aproximadamente 340 x 442/474 cm) de Carlo Crivelli, datada hacia 1490 aproximadamente y posteriormente separada y los paneles trasladados a varios museos. El panel central, denominado Madonna de la Candeletta, está conservado en la Pinacoteca de Brera en Milán.

## Historia
El contrato de encargo a Carlo Crivelli está datado el 10 de mayo de 1488; en este el pintor se comprometía a realizar para el capellán Bartolomeo de Ángel Consuli un políptico, destinado al altar mayor de la catedral de Camerino, dedicada a Santa Maria la Mayor, que debía tener 3,4 metros de anchura por 4,7 metros de altura. La firma sobre el panel central (KAROLUS CHRIVELLUS VENETUS EQUES [L]AUREATUS PINXIT) muestra como el artista puso con orgullo el título de "eques laureatus", es decir caballero, obtenido en 1490 de Fernando de Aragón, así pues la terminación es seguramente posterior.
Sobre los acontecimientos históricos atravesados por tan complejo retablo de altar poco se conoce. Sin embargo, una carta dirigida al Capítulo de la catedral del obispo Berardo Bongiovanni fechada el 16 de mayo de 1548 - hoy conservada en el Archivo diocesano de Camerino - llevaría a concluir que la remoción del altar mayor tuvo lugar ya en ese año, en el ámbito del reordenamiento funcional y decorativo del presbiterio auspiciado por el prelado.  Otros documentos conservados en el archivo de la Curia confirman que, en el siglo XVIII, la obra no se encontraba sobre el altar mayor; atestiguan, además, que partes de él probablemente se colocaron sobre la contrafachada de la iglesia. Cuando la iglesia fue destruida por el terremoto de 1799 la pintura, con muchas otras de la zona, fue colocada en la iglesia de San Domenico.
Aquí los comisionados napoleónicos retiraron la obra para llevarla al naciente museo de Brera, en Milán. Se sabe que entraron en el museo la parte central, denominada Madonna de la Candeletta, los Santos Ansovino y Jerónimo (panel que luego terminó en la Galería de la Academia de Venecia) y la Crucifixión, inventariados respectivamente con los números 713, 714 y 712. El último panel es hoy considerado ajeno al políptico.
El panel izquierdo con los Santos Pedro y Pablo había sido gravemente dañado en el terremoto y, después de haber sido rescatado de entre los escombros de la iglesia, fue restaurado por el grabador Vincenzo Bigioli antes de ser cedido a un noble de San Severino que, en 1843, lo hizo publicar como obra de Niccolò Alunno. Fue Milziade Santoni, en 1890, quien reconoció la tabla como obra de Crivelli perteneciente al políptico del Duomo de Camerino y, por sugerencia de Giulio Cantalamessa, fue adquirida por el Estado en 1895 y destinada a Venecia, donde mientras tanto había llegado ya, para intercambio (1893), el otro panel lateral de Brera.
Sobre la base de una serie de elementos técnicos, estilísticos e iconográficos (empezando por la presencia de la pequeña figura  de un ángel rojo, un querubín por tanto, que aparece en lo alto de cada panel), se fueron identificando las tablillas verticales del políptico, y que están dispersas en múltiples museos de Europa y los Estados Unidos. Se extrajeron las 12 tablillas con figuras de santos que ornamentaban los pilares verticales de la estructura arquitectónica, santos que debían ser apreciados por la tradición eclesial y la devoción popular. Entre los santos locales, además de san Ansovino, obispo de Camerino, estaba presente el beato Ugolino Magalotti da Fiegni, anacoreta en los Montes Sibilinos (figura que ciertos autores identifican sin embargo, con el beato Andrea Gallerani de Siena o también Nicodemo).
Otras tablas que componían el complejo retablo desaparecieron o fueron destruidas: especialmente se ignora el tema (quizás una Crucifixión o una Piedad) en el registro superior; la hipótesis de que se pudiera tratar de la tabla con la Crucifixión en Brera no ha encontrado confirmación. Falta además cualquier rastro de la predela.

## Descripción y estilo
El Políptico del Duomo de Camerino tiene una forma de transición: todavía sigue el tipo gótico de figuras divididas en compartimentos, pero muestra conexión espacial entre los diversos paneles. Probablemente fueron los mismos comitentes los que solicitaron una estructura arcaica, ya que el artista, en esos años, se estaba adhiriendo a fórmulas más claramente renacentistas derivadas del ejemplo de Andrea Mantegna, Luca Signorelli y otros artistas activos en la región o en las áreas circundantes (incluyendo Giovanni Bellini, del cual sin embargo, no extrajo inspiraciones superficiales), como por ejemplo en el Retablo de San Pietro de Muralto (1488-1489 aproximadamente).
En esos años Crivelli se encontraba en la cumbre de su fortuna en las Marcas, habiendo consolidado un lenguaje pictórico que, al tiempo que aprovechaba las novedades renacentistas y el virtuosismo del color que se había desarrollado en Venecia y Padua, persistía en complacer los gustos tardogóticos de los clientes fieles al oro brillante en las pinturas, el refinamiento de los tejidos usados por los personajes y a los detalles tomados de las diversas artes suntuarias.
Los paneles conocidos del políptico son:
- Madonna de la Candeletta, 218 x 75 cm, Milán, Pinacoteca de Brera.
- Santos Pedro y Pablo, 217 x 47 cm (perdida la mitad izquierda), Milán, Pinacoteca de Brera (depósito a largo plazo en la Galería de la Academia de Venecia).
- Santos Ansovino y Jerónimo, 187 x 71 cm (no original el escalón inferior), Milán, Pinacoteca de Brera (depósito a largo plazo en la Galería de la Academia de Venecia.)
- San Agustín, 51 x 15 cm, Aviñón, Museo del Petit Palais.
- San Nicolás, 51 x 15 cm, Aviñón, Museo del Petit Palais.
- Santa Catalina de Siena, 51 x 15 cm, Aviñón, Museo del Petit Palais.
- Santa Lucía, 51 x 15 cm, Aviñón, Museo del Petit Palais.
- San Antonio Abad, 51 x 15 cm, Denver, Art Museum.
- San Cristóbal, 51 x 15 cm, Denver, Art Museum.
- San Sebastián, 51 x 15 cm, Denver, Art Museum.
- Santo Tomás de Aquino, 51 x 15 cm, Denver, Art Museum.
- Santa Catalina de Alejandría, 48 x 13 cm, Florencia, Museo Stibbert.
- Santo Domingo, 48 x 13 cm, Florencia, Museo Stibbert.
- San Francisco recibiendo los estigmas, 51 x 15 cm, Portland, Art Museum.
- Beato Ugolino Magalotti da Fiegni (?), 51 x 15 cm, Portland, Art Museum.

Muy sugerente es el panel, firmado por el autor, presente en Brera, con la Madonna sobre un magnífico trono marmóreo, con una rica tela de respaldo y rodeada de frondosas guirnaldas de fruta. Estos festones decorativos recuerdan, en este cuadro, a la pérgola de hojas, flores y fruta de la Madonna de la Victoria de Mantegna, obra posterior (1496); sin embargo aquí se expresan, como en casi todas las obras de Crivelli, en formas casi anormales y obsesivas que constituyen uno de los motivos característicos del pintor. Enmarcada por las guirnaldas, la imagen de la Virgen, elegantemente vestida y con corona, en pose estatuaria, con el perfecto óvalo del rostro sin traslucir ninguna emoción; lo que se contrapone a la figura nerviosa del Niño de mirada melancólica jugueteando con una pera, arrancada quizás de la cercana guirnalda.

"Todos los objetos, joyas, telas, frutas y flores se fabrican con gran habilidad y atención a los valores ópticos de la reflexión de la luz y la incidencia de las sombras, especialmente en la vela votiva suspendida en el borde de la pintura, que determina el nombre convencional de la obra, y en el espléndido jarrón de rosas en primer plano."
AA.VV., La storia dell'arte, Vol. 6, op., cit., p. 640

En el panel lateral izquierdo aparecen los santos Pedro y Pablo en una sagrada conversación (con la figura de Pedro, leyendo con quevedos, semiperdida junto con la mitad del panel); mientras en el derecho se encuentran la elegante imagen de San Ansovino (obispo de Camerino en el siglo IX y patrono de la ciudad) y la severa figura de San Jerónimo cubierto con amplio manto rojo cardenalicio, con la maqueta de la propia catedral de Camerino en la mano y el león que parece salido de un escudo heráldico a los pies. Sobre el significado simbólico de la opción en los paneles laterales mayores de las parejas de santos, se observa que mientras Pedro y Pablo simbolizan la jerarquía eclesiástica institucionalizada, el obispo Ansovino y Jerónimo representan la doctrina de la Iglesia a la cual confiarse en la gestión de las cuestiones pastorales; por lo tanto temas iconográficos pertinentes a la colocación de la obra en el duomo de la ciudad.
En los santos de las pilastras se encuentra a veces una mano más débil, debida a ayudantes del taller. Los cuatro en Denver, hoy montados en un marco común, proceden de la colección Guggenheim de Nueva York. Los de Aviñón forman parte de la colección campana del Louvre, donde entraron en 1876; antes de reunir esta colección en el Petit Palais se exhibieron en el Musée des Beaux Arts de Lille, desde 1872. Los dos santos de Portland son parte de la colección Kress. Aquellos de procedencia florentina fueron adquiridos por Frederick Stibbert al anticuario Augusto Riblet en 1883, y tienen medidas ligeramente inferiores respecto a las otras tablillas, pero debido a su forma y estilo son atribuibles, imputando la diferencia a la irregularidad del marco.

## Posible reconstrucción
|  |
|  |
|  |
|  |
|  |
|  |

|  |
|  |
|  |
|  |
|  |
|  |